# 22e cérémonie des Screen Actors Guild Awards
La 22e cérémonie des Screen Actors Guild Awards (SAG Awards), décernés par la Screen Actors Guild a eu lieu le 30 janvier 2016, et récompense les acteurs et actrices du cinéma et de la télévision ayant tourné l'année précédente.
Les nominations ont été annoncées le 9 décembre 2015.

## Palmarès

### Cinéma

#### Meilleur acteur
- Leonardo DiCaprio pour le rôle de Hugh Glass dans The Revenant
  - Bryan Cranston pour le rôle de Dalton Trumbo dans Trumbo
  - Johnny Depp pour le rôle de Whitey Bulger dans Black Mass
  - Michael Fassbender pour le rôle de Steve Jobs dans Steve Jobs
  - Eddie Redmayne pour le rôle de Lili Elbe / Einar Wegener  dans Danish Girl

#### Meilleure actrice
- Brie Larson pour le rôle de Joy "Ma" Newsome dans Room
  - Cate Blanchett pour le rôle de Carol Aird dans Carol
  - Helen Mirren pour le rôle de Maria Altmann dans Woman in Gold
  - Saoirse Ronan pour le rôle d'Éilis Lacey dans Brooklyn
  - Sarah Silverman pour le rôle de Laney Brooks dans I Smile Back

#### Meilleur acteur dans un second rôle
- Idris Elba pour le rôle du Commandant dans Beasts of No Nation
  - Christian Bale pour le rôle de Michael Burry dans The Big Short
  - Mark Rylance pour le rôle de Rudolf Abel dans Bridge of Spies
  - Michael Shannon pour le rôle de Rick Carver dans 99 Homes
  - Jacob Tremblay pour le rôle de Jack Newsome dans Room

#### Meilleure actrice dans un second rôle
- Alicia Vikander pour le rôle de Gerda Wegener dans Danish Girl
  - Rooney Mara pour le rôle de Therese Belivet dans Carol
  - Rachel McAdams pour le rôle de Sacha Pfeiffer dans Spotlight
  - Helen Mirren pour le rôle de Hedda Hopper dans Trumbo
  - Kate Winslet pour le rôle de Joanna Hoffman dans Steve Jobs

#### Meilleure distribution
- Spotlight
  - Beasts of No Nation
  - The Big Short
  - NWA : Straight Outta Compton
  - Trumbo

#### Meilleure équipe de cascadeurs
- Mad Max: Fury Road
  - Everest
  - Fast and Furious 7 (Furious 7)
  - Jurassic World
  - Mission impossible : Rogue Nation (Mission: Impossible – Rogue Nation)

### Télévision
Note : le symbole « ♕ » rappelle le gagnant de l'année précédente (si nomination).

#### Meilleur acteur dans une série dramatique
- Kevin Spacey pour le rôle de Francis Underwood dans House of Cards ♕
  - Peter Dinklage pour le rôle de Tyrion Lannister dans Game of Thrones
  - Jon Hamm pour le rôle de Don Draper dans Mad Men
  - Rami Malek pour le rôle d'Elliot Alderson dans Mr. Robot
  - Bob Odenkirk pour le rôle de Jimmy McGill dans Better Call Saul

#### Meilleure actrice dans une série dramatique
- Viola Davis pour le rôle d'Annalise Keating dans How to Get Away with Murder ♕
  - Claire Danes pour le rôle de Carrie Mathison dans Homeland
  - Julianna Margulies pour le rôle d'Alicia Florrick dans The Good Wife
  - Maggie Smith pour le rôle de Violet, Dowager Countess of Grantham dans Downton Abbey
  - Robin Wright pour le rôle de Claire Underwood dans House of Cards

#### Meilleure distribution pour une série dramatique
- Downton Abbey ♕
  - Game of Thrones
  - Homeland
  - House of Cards
  - Mad Men

#### Meilleur acteur dans une série comique
- Jeffrey Tambor pour le rôle de Maura Pfefferman dans Transparent
  - Ty Burrell pour le rôle de Phil Dunphy dans Modern Family
  - Louis C.K. pour le rôle de Louie dans Louie
  - William H. Macy pour le rôle de Frank Gallagher dans Shameless ♕
  - Jim Parsons pour le rôle du Dr Sheldon Cooper dans The Big Bang Theory

#### Meilleure actrice dans une série comique
- Uzo Aduba pour le rôle de Suzanne "Crazy Eyes" Warren dans Orange Is the New Black ♕
  - Edie Falco pour le rôle de Jackie Peyton dans Nurse Jackie
  - Ellie Kemper pour le rôle de Kimmy Schmidt dans Unbreakable Kimmy Schmidt
  - Julia Louis-Dreyfus pour le rôle de Selina Meyer dans Veep
  - Amy Poehler pour le rôle de Leslie Knope dans Parks and Recreation

#### Meilleure distribution pour une série comique
- Orange Is the New Black
  - The Big Bang Theory
  - Key & Peele
  - Modern Family ♕
  - Transparent
  - Veep

#### Meilleur acteur dans une mini-série ou un téléfilm
- Idris Elba pour le rôle du DCI John Luther dans Luther
  - Ben Kingsley pour le rôle d'Aÿ dans Tut
  - Ray Liotta pour le rôle de Lorca/Tom Mitchell dans Texas Rising
  - Bill Murray pour son propre rôle dans A Very Murray Christmas
  - Mark Rylance pour le rôle de Thomas Cromwell dans Wolf Hall

#### Meilleure actrice dans une mini-série ou un téléfilm
- Queen Latifah pour le rôle de Bessie Smith dans Bessie
  - Nicole Kidman pour le rôle de Grace Kelly dans Grace of Monaco
  - Christina Ricci pour le rôle de Lizzie Borden dans The Lizzie Borden Chronicles
  - Susan Sarandon pour le rôle de Gladys Mortenson dans The Secret Life of Marilyn Monroe
  - Kristen Wiig pour le rôle de Delores DeWinter dans The Spoils Before Dying

#### Meilleure équipe de cascadeurs dans une série télévisée
- Game of Thrones ♕
  - The Blacklist
  - Daredevil
  - Homeland
  - The Walking Dead

### Screen Actors Guild Life Achievement Award
- Carol Burnett

## Statistiques

### Nominations multiples

#### Cinéma
3 : Trumbo
2 : Beasts of No Nation, The Big Short, Carol, Danish Girl, Room, Spotlight, Steve Jobs

#### Télévision
3 : Game of Thrones, Homeland, House of Cards
2 : Downton Abbey, The Big Bang Theory, Mad Men, Modern Family,Orange is the New Black, Transparent, Veep

#### Personnalités
2 : Idris Elba, Helen Mirren, Mark Rylance

### Récompenses multiples
2 / 2 : Idris Elba, Orange Is the New Black